# Villkorslagen
Villkorslagen eller Lagen (1977:140) om särskilt tillstånd att tillföra kärnreaktor kärnbränsle m.m. var en lag som trädde i kraft i maj 1977 och ersattes 1984 av Lag (1984:3) om kärnteknisk verksamhet.
Villkorslagen innebar att nya reaktorer endast fick startas om reaktorinnehavaren kunde uppvisa en helt säker metod att ta hand om det utbrända kärnbränslet, antingen genom upparbetning eller genom direktdeponering.
Lagen tillkom efter riksdagsvalet 1976, där kärnkraftens framtid kom att bli en avgörande valfråga och där Thorbjörn Fälldin utlovade att kärnkraften skulle vara avvecklad 1985. Lagen fick som omedelbar påverkan att reaktorerna Ringhals 3 och Forsmark 1 som var färdiga att tas i drift 1977 inte fick tillföras bränsle och startas, samt en stor osäkerhet över huruvida övriga reaktorer under planering eller uppförande (Ringhals 4, Forsmark 2 och 3 samt Oskarshamn 3) någonsin skulle kunna tillåtas starta. Reaktorer som redan tagits i drift (Oskarshamn 1 och 2, Barsebäck 1 och 2 samt Ringhals 1 och 2) berördes inte av lagen.
I avsikt att hitta metoder för att uppfylla lagens krav startade kraftföretagen projektet KärnbränsleSäkerhet, KBS. I november 1977 presenterades rapporten KBS-1, som baserade sig på huvudalternativet i AKA-utredningen (SOU 1976:30 och 31) och blev underlag för ansökan om laddningstillstånd för de färdigbyggda reaktorerna Ringhals 3 och Forsmark 1. Behandlingen av denna ansökan  och huruvida den uppfyllde villkorslagens krav om en "helt säker metod" vållade stor politisk oenighet och blev den direkta orsaken till att den första Fälldinregeringen avgick den 5 oktober 1978.
Ansökningarna för Ringhals 3 och Forsmark 1 kompletterades med ytterligare geologiska undersökningar av berggrund vid tänkbara platser för slutförvar, och godkändes slutligen av myndigheten SKI den 27 mars 1979, med en förväntan om att regeringen inom en månad skulle ge slutgiltigt laddningsbeslut.
Dagen efter, den 28 mars 1979, inträffade Harrisburgolyckan, vilket ledde fram till beslut om en folkomröstning om kärnkraft, samt en lag Rådrumslagen, Lagen (1979:335) om förbud mot att under viss tid tillföra kärnreaktorer kärnbränsle, i avvaktan på utgången av folkomröstningen. Den rådgivande folkomröstningen om kärnkraft hölls den 23 mars 1980 och tolkades som ett "ja" till att fullfölja det svenska kärnkraftsprogrammet med 12 reaktorer. Folkomröstningsresultatet kombinerat med godkända ansökningar enligt villkorslagen och KBS-1 gav nu laddningstillstånd för Ringhals 3 och Forsmark 1 samt något senare Forsmark 2 och Ringhals 4.  År 1984 fick även Forsmark 3 och Oskarshamn 3 laddningstillstånd, nu baserat på den vidareutvecklade metoden KBS-3.